# Gerasanahalli, Hunsur
Gerasanahalli là một làng thuộc tehsil Hunsur, huyện Mysore, bang Karnataka, Ấn Độ.